# Meet The Supremes
Meet The Supremes  è l'album di debutto del gruppo musicale femminile R&B statunitense The Supremes, pubblicato nel 1962 dalla Motown Records.

## Tracce

### Lato A
1. Your Heart Belongs to Me (Smokey Robinson)
2. Who's Lovin' You (Smokey Robinson)
3. Baby Don't Go (Berry Gordy, Jr.)
4. Buttered Popcorn (Gordy, Barney Ales)
5. I Want a Guy (Gordy, Brian Holland, Freddie Gorman)

### Lato B
1. Let Me Go the Right Way (Gordy)
2. You Bring Back Memories (Robinson)
3. Time Changes Things (B. Holland, Janie Bradford, Lamont Dozier)
4. Play a Sad Song (Gordy)
5. Never Again (Gordy)
6. (He's) Seventeen (Raynoma Liles, Marv Johnson)

## Singoli
- I Want a Guy/Never Again (Tamla 54038, 1961)
- Buttered Popcorn/Who's Lovin' You (Tamla 54045, 1961)
- Your Heart Belongs to Me/(He's) Seventeen (Motown 1027, 1962)
- Let Me Go the Right Way/Time Changes Things (Motown 1034, 1962)

## Classifiche
| Classifica(1965) | Posizione più alta |
| ---------------- | ------------------ |
| Regno Unito      | 7                  |